# Manfreda guttata
Manfreda guttata là một loài thực vật có hoa trong họ Măng tây. Loài này được (Jacobi & C.D.Bouché) Rose mô tả khoa học đầu tiên năm 1903.